# نویویتنبک
نویویتنبک (به آلمانی: Neuwittenbek) یک شهر در آلمان است که در رندسبورگ-اکرنفورده واقع شده‌است. نویویتنبک ۱٬۲۶۰ نفر جمعیت دارد.